# Péter Frankl
Dans le nom hongrois Frankl Péter, le nom de famille précède le prénom, mais cet article utilise l’ordre habituel en français Péter Frankl, où le prénom précède le nom.
Ne doit pas être confondu avec Peter Frankl (pianiste).
Pour les articles homonymes, voir Frankl.
Péter Frankl, né le 26 mars 1953 à Kaposvár, est un mathématicien et jongleur hongrois.
D'ascendance juive, sa famille aurait émigré de Moravie vers la Hongrie au XVIIIe siècle, ce qui était courant chez les rabbins à cette époque. Son père, F. József, était un médecin juif, devenu athée après son expérience de la Shoah[réf. souhaitée]. Sa mère, F. Zsuzsanna, hongroise, n’eut elle pas le moindre encombre[réf. souhaitée]. C’est une époque marquante pour Frankl qui lui fera pleinement prendre conscience de sa condition de juif[réf. souhaitée].
Frankl s’intéresse très tôt aux mathématiques, pour lesquelles il présente certaines dispositions. En 1975, il fait ses études à l’université Paris-VII. En 1987, il obtient la nationalité française.
Il vit au Japon depuis 1988. Il est membre du conseil d’administration des Olympiades de mathématiques, entraîneur de l’équipe japonaise, professeur à la faculté des sciences de l’université Waseda, professeur non titulaire à l’université de Tokyo, chercheur au CNRS. Il est aussi conseiller honoraire à l’association de jonglerie du Japon (Japan Juggling Association) et peut être aperçu à la télévision japonaise sur la chaîne NHK, dans des émissions éducatives.
Frankl parle couramment une dizaine de langues et est capable de donner des cours magistraux en hongrois, allemand, russe, suédois, français, espagnol, polonais, anglais, chinois et japonais.

## Biographie
- 1971 : obtention de la médaille d’or aux Olympiades internationales de mathématiques. Entrée à l’Université de Budapest dans la faculté de mathématiques.
- 1975 : boursier du gouvernement français à l’université Paris VII.
- 1977 : obtention du diplôme de docteur en mathématiques.
- 1978 : obtention d’un diplôme de jongleur à l’académie du Cirque en Hongrie.
- 1979 : expatriation pour fuir le régime communiste alors au pouvoir en Hongrie.
- 1980-1988 : participation à des conférences en Angleterre, RFA, Inde, aux États-Unis, en Suède. Présentations de jonglerie dans le monde.
- 1987 : obtention de la nationalité française.
- 1988 : émigration au Japon.
- 1998 : élection à l’académie hongroise.

## Article lié
- Graphe de Frankl-Rödl